# 대종교 금지령
대종교 금지령(大倧敎禁止令)은 1925년 당시의 지린 독군(督軍) 겸 성장(省長)인 장쭤린이 일본의 압력에 굴복하여 소위 삼시조약(三矢條約)을 체결했는데 그 부대조항(附帶條項)에 중국측에서 대종교를 해산시켜야 한다는 항목이 있었다. 그리하여 이 조약의 이행이라는 명목으로 1926년 만주내에서의 대종교 금지령이 발포되었다. 대종교에서는 금지령 해제운동에 착수하는 한편 총본사를 미산현(密山縣) 당벽진(當壁鎭)으로 옮겼다. 해금운동(解禁運動)은 임시정부 요인으로 있던 박찬익(朴贊翊)이 주로 맡아했는데 동3성 정권(東三省政權)과의 교섭에서는 실패, 중국 중앙정부와 직접 교섭을 전개하여 금지령이 발포된 지 4년 만인 1930년에 포교금지령 해제에 성공했다. 그러나 바로 그 다음해에 소위 만주사변이 발발하여 이 금지령 해제는 실효를 보지 못했다.